# 民政區委員會
民政區委員會（區委會）是香港殖民地政府設立的地區行政部門。
香港在1970年代，香港政府在市區開始發展地方行政計劃，成立民政區委員會。區委會作為當區的領導機構，以協調分區委員會的工作及促進與政府部門的聯繫。